# Potentilla jenissejensis
Potentilla jenissejensis är en rosväxtart som beskrevs av A.V. Polozhii och V.A. Smirnova. Potentilla jenissejensis ingår i Fingerörtssläktet som ingår i familjen rosväxter. Inga underarter finns listade i Catalogue of Life.